# Kameradschaftsbund für volks- und sozialpolitische Bildung
Der sudetendeutsche Kameradschaftsbund für volks- und sozialpolitische Bildung (KB) wurde 1926 als Gruppe innerhalb des Wandervogels gebildet und unter diesem Namen im November 1930 als Verein gegründet. Er wurde 1935 offiziell aufgelöst.
Der von Heinz Rutha und Walter Heinrich gegründete KB war von den Arbeiten Stefan Georges beeinflusst. Er bildete vor der Annexion durch das nationalsozialistische Deutschland das intellektuelle Zentrum der Sudetendeutschen in der Tschechoslowakei und hatte bis zu 200 Mitglieder. Sie hatten 1933 maßgeblich an der Gründung der Sudetendeutschen Partei (SdP) mitgewirkt und übten in ihr vielfach Führungspositionen aus.
Der Kameradschaftsbund vertrat einen geistig-kulturell bestimmten Volkstumsbegriff und befand sich damit ideologisch und politisch im scharfen Gegensatz zur rassistischen  Theorie des Nationalsozialismus. Politisches Ziel war ein föderales Staatswesen nach den Lehren Othmar Spanns, wodurch u. a. die Konflikte zwischen den Volksgruppen der Tschechen und (Sudeten-)Deutschen überwunden werden sollten; es sollte autonom, also nicht Teil des Deutschen Reiches sein. Infolgedessen wurde er von den Nationalsozialisten scharf bekämpft; seine Mitglieder wurden z. B. als „Spann-Clique“ und als homosexuell diffamiert und 1940 in den Dresdner Prozessen verfolgt.